# Златна була (1222)
Златна була (1222) — издао ју је Андраш II од Угарске. Овом златном булом Андраш је потврдио права племства. Андраш II. је био син краља Беле III. и антиохијске кнегиње Ане Шатилон (Ana Chatillon).

## Повод за издавење документа
Краљ Андраш II. (мађ. András или Endre) је по повратку из крсташког рата затекао Мађарску државу у великом нереду. Почео је расипати новац и разбацивати државну имовину, што је довело до побуне нижег племства. На челу побуне је био краљев најстарији син Бела. Ниже племство је тражило поштовање закона и права. Краљ је био присиљен сазвати сабор и 1222. године издати докуменат о правима под називом Златна була. Тим документом је ограничена власт краља и самовоља великаша. Златна була је у почетку била привилегија а касније је прерасла у најзначајнији закон. На тај закон су се касније, приликом крунисања, сви краљеви заклињали. 

## Одредбе закона
Златна була се састојала од 31 чланка. У уводу краљ истиче како докуменат издаје да би обновио слободу племства, која је у ранијим раздобљима нарушена. Затим следе одредбе, неке од важнијих:
1. Краљ или његов заменик су дужни да на дан Светог Стефана, 20. августа, у главном граду саслушати парнице и судити. Тада могу доћи и припадници нижег племства и изнети свој случај.
2. Краљ не сме ниједног племића затворити, нити му одузети посед, ако га није суд осудио.
3. Краљ не сме без дозволе племства прикупљати порез, нити залазити у њихове куће, села и ловишта.
4. Изван граница државе, племство ратује на краљев трошак, ако је случај о освајачком рату, али у случају одбрамбеног рата сви се одазивају на свој трошак
5. Нико осим Бана, краљевог заступника, дворског судије не сме имати две функције, а странци без дозволе државног већа не смеју имати никакву функцију.
6. Црквена десетина се неће плаћати у новцу него у натури. Ново ковани новац ће вредети годину дана и то од Ускрса до ускрса.
7. Јевреји не смеју бити чиновници у соланама, ковницама новца и на царини
8. Жупаније се не смеју поклањати у наследно власништво
9. Задња одредба даје племству право да у случају да се краљ не придржава Златне буле слободно побуни, протестно или оружано, без кажњавања због тога.

Златна була је издата у седам примерака али се ниједан оригинални примерак није сачувао. Најстарији сачувани препис је из 1318. године

## Последице
Краљ Андраш није много марио за одредбе Златне буле, тако да је и даље наставио по старом, расипати новац и делити државне приходе у закуп. Поново је избила побуна на чело које је стало високо световно и црквено племство. Краљ је био приморан да изда нову Златну булу, која је поновила одредбе старе Златне буле и додата су четири нове одредбе. Најзначајнија разлика је била да у случају непридржавања одредби, пресуду донесе острогонски надбискуп, који их може казнити црквеним проклетством.